# Banco Central Hispanoamericano
Pour les articles homonymes, voir BCH.
Banco Central Hispanoamericano, parfois écrit Banco Central Hispano Americano, également connue sous les noms de Central Hispano et de BCH, est une banque privée espagnole née en 1991 de la fusion des banques Banco Central et Banco Hispano Americano,. 
Elle garda à sa tête le président de Banco Central, Alfonso Escámez et avait son siège à Madrid, à la rue Alcalá 49, dans un bâtiment connu sous le nom de Edificio de las Cariátides, siège jusqu'en 1947 de Banco Río de la Plata, banque avec laquelle Banco Central avait fusionné la même année.  
Banco Central Hispanoamericano fusionna avec Banco Santander en 1999 pour devenir Banco Santander Central Hispano (BSCH), qui retrouva par la suite le nom de Banco de Santander.